# Contigaspis farsetiae
Contigaspis farsetiae är en insektsart som först beskrevs av Hall 1926.  Contigaspis farsetiae ingår i släktet Contigaspis och familjen pansarsköldlöss. Inga underarter finns listade i Catalogue of Life.